# Polypathomyia stackelbergi
Polypathomyia stackelbergi är en tvåvingeart som beskrevs av Nina Krivosheina 1979. Polypathomyia stackelbergi ingår i släktet Polypathomyia och familjen Cypselosomatidae. Inga underarter finns listade i Catalogue of Life.